# Mylopótamos
Mylopótamos (en grec : Μυλοπόταμος) est un dème situé dans la périphérie de la Crète en Grèce. Le dème actuel est issu de la fusion en 2011 entre les dèmes de Geropótamos, de Kouloúkonas et de Zonianá.

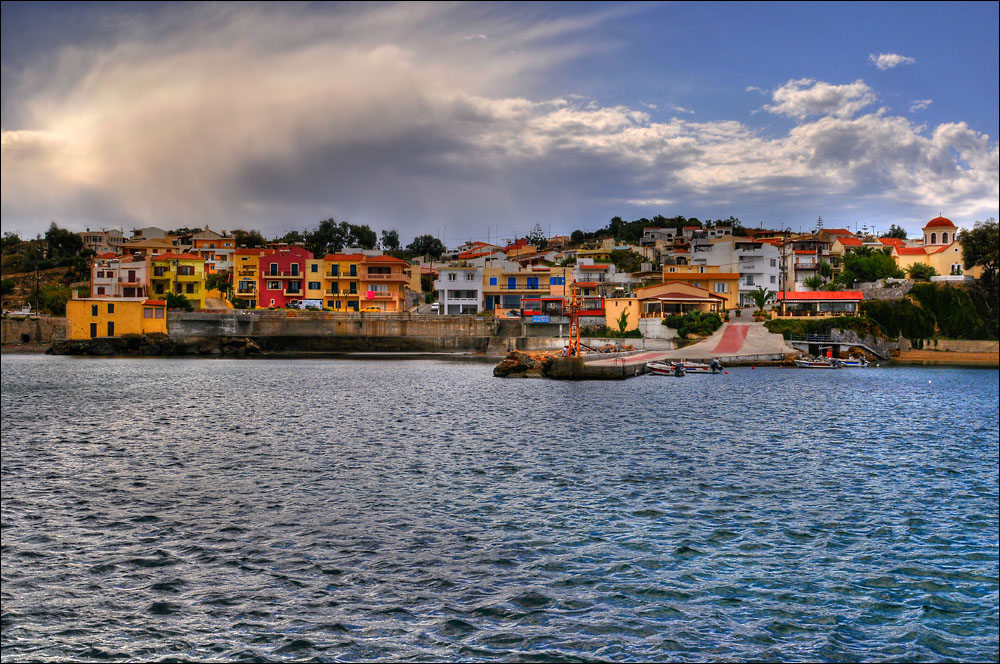
Port de Panormo, qui fait partie de la municipalité de Milopótamos